# Ruta Estatal de Arizona 260
La Ruta Estatal de Arizona 260, y abreviada SR 260 (en inglés: Arizona State Route 260) es una carretera estatal estadounidense ubicada en el estado de Arizona. La carretera inicia en el oeste desde la SR 89A     en Cottonwood hacia el este en la US 180  , US 191   en Eagar. La carretera tiene una longitud de 350,5 km (217.78 mi).

## Mantenimiento
Al igual que las autopistas interestatales, y las rutas federales y el resto de carreteras estatales, la Ruta Estatal de Arizona 260 es administrada y mantenida por el Departamento de Transporte de Arizona por sus siglas en inglés ADOT.

## Cruces
La Ruta Estatal de Arizona 260 es atravesada principalmente por la  I 17     en Camp Verde
 US 60     en Show Low.